# Giulia Bongiorno
Giulia Bongiorno (Palermo, 22 marzo 1966) è un'avvocata e politica italiana.
Senatrice della Repubblica dal 2018, è stata deputata dal 2006 al 2013. Dal 1º giugno 2018 al 5 settembre 2019 è stata Ministro per la pubblica amministrazione nel governo Conte I.

## Biografia
Nata a Palermo, vive a Roma.
È figlia di Girolamo Bongiorno, professore emerito di diritto processuale civile nell'Università degli Studi di Roma "La Sapienza". Frequenta il liceo classico Imera a Palermo e milita nelle Frecce Azzurre Palermo di A2 di pallacanestro e disputa il Trofeo delle Regioni Decio Scuri con la selezione della Sicilia. Laureata in giurisprudenza all'Università di Palermo, nel 1992 riceve la Toga d'onore come prima dei 700 praticanti avvocati del distretto giudiziario di Palermo.

### Attività forense
Iscritta al foro di Roma, è titolare di un proprio studio legale con sedi a Roma e Milano, che si occupa prevalentemente di diritto penale dell'economia e di reati contro la pubblica amministrazione, i cosiddetti white collar crimes o crimini dei «colletti bianchi». Patrocinante in Cassazione, si è occupata anche di celebri casi di cronaca nera.

#### Processi
Particolare risonanza sui media ebbe il processo per mafia contro Giulio Andreotti, nel quale Giulia Bongiorno, allora giovane avvocata di 27 anni, entrò nel collegio difensivo del leader democristiano insieme a Franco Coppi e Gioacchino Sbacchi, in qualità di sostituta processuale di quest'ultimo. Il procedimento di Palermo durò dal 1993 al 2004 e, dopo l'assoluzione in primo grado, la Corte d'Appello dichiarò prescritti i fatti precedenti al 1980 e confermò l'assoluzione per quelli successivi. Nel 2004 la Cassazione confermò la sentenza di appello, precisando che “la ricostruzione dei singoli episodi e la valutazione delle relative conseguenze è stata effettuata in base ad apprezzamenti ed interpretazioni che possono anche non essere condivise e a cui sono contrapponibili altre dotate di uguale forza logica, ma che non sono mai manifestamente irrazionali e che, quindi possono essere stigmatizzate nel merito, ma non in sede di legittimità”. Ed ancora si legge nelle conclusioni della sentenza della Suprema Corte:
“i giudici dei due gradi di merito sono pervenuti a soluzioni diverse; non rientra tra i compiti della Corte di Cassazione, come già reiteratamente precisato, operare una scelta tra le stesse perché tale valutazione richiede l’espletamento di attività non consentite in sede di legittimità”.
Giulia Bongiorno, sempre insieme a Franco Coppi, assunse la difesa di Andreotti anche nel procedimento di Perugia relativo all'omicidio del giornalista Mino Pecorelli. Dopo i tre gradi di giudizio, il processo si concluse con piena assoluzione, ribaltando la sentenza in secondo grado e confermando quella di primo grado. La particolare rilevanza di tali processi conferì a Giulia Bongiorno grande notorietà.
Ha poi difeso molti personaggi noti nell'ambito di complessi procedimenti penali di carattere tributario; tra gli altri, Gianna Nannini, Ezio Greggio, Tiziano Ferro e l'allenatore di basket Simone Pianigiani.
Nel 2000 ha difeso, insieme a Franco Coppi, Piero Angela dall'accusa di diffamazione lanciata da due associazioni omeopatiche a causa delle affermazioni di Angela sulla non scientificità dell'omeopatia; la causa fu vinta.
Ha difeso nel 2002 a Perugia, Pierfrancesco Pacini Battaglia, noto alle cronache di Tangentopoli come «il banchiere un gradino sotto Dio», assolto «perché il fatto non sussiste» dall'accusa di corruzione. Il processo, iniziato nel 1999, era scaturito da uno dei filoni della cosiddetta Tangentopoli 2.
In seguito, ha assistito Clementina Forleo, magistrata di Milano, coinvolta sia nella querelle riguardante le pressioni subite da alcuni politici durante le indagini sulle scalate bancarie, sia nell'azione disciplinare dovuta al presunto utilizzo illegittimo di alcune intercettazioni telefoniche. Nel giugno del 2007 si è occupata della pratica di separazione del Presidente di AN Gianfranco Fini dalla moglie Daniela Di Sotto.
Nel 2008 ha assunto la difesa dell'allora studente universitario Raffaele Sollecito, uno degli indagati per l'omicidio di Meredith Kercher, noto come delitto di Perugia dove l'imputato è stato condannato a 25 anni di reclusione in primo grado, poi assolto per non aver commesso il fatto il 3 ottobre 2011 in secondo grado. Condannato di nuovo a 25 anni il 30 gennaio 2014, sarà poi assolto in Cassazione il 27 marzo 2015. Assieme ad Amanda Knox (il terzo imputato, Rudy Guede, era ormai condannato in via definitiva dal 2010, con rito abbreviato), già ormai a Seattle al momento della sentenza, Sollecito ha trovato la piena assoluzione dalla Corte di Cassazione (con decisione di annullamento senza rinvio) dopo otto anni di processo.
Sempre nel 2010, ha assunto la difesa in appello dei manager Google, dopo che il Tribunale di Milano li aveva condannati ritenendoli responsabili del reato di illecito trattamento dei dati personali e, in particolare, per aver permesso che un video diffamatorio fosse caricato sulla piattaforma Google Video. I tre manager sono stati assolti dalla Prima Sezione della Corte di Appello di Milano perché il fatto non sussiste.
Nel processo Ruby-ter, ha difeso Niccolò Ghedini, avvocato di Silvio Berlusconi; in quella occasione ha ottenuto l'archiviazione del procedimento per il proprio assistito.

#### Giustizia sportiva
Nell'ambito della giustizia sportiva ha difeso diversi calciatori dell'Atalanta, tra cui Cristiano Doni, assolto dall'accusa di aver pilotato, insieme ad altri giocatori, il risultato di una partita di Coppa Italia dell'Atalanta contro la Pistoiese nella stagione 2000-2001.
Ha difeso il calciatore della Sampdoria Stefano Bettarini accusato di scommesse illecite, sostenendo che era un maniaco degli SMS e che le sue previsioni sui risultati delle partite erano chiacchiere da bar smentite dai fatti. Il giocatore ricevette 5 mesi di squalifica, in seguito alla derubricazione in omessa denuncia di illecito sportivo, a fronte dei 3 anni richiesti dalla Procura federale.
Francesco Totti si è affidato a lei in seguito alla sua squalifica dal Campionato europeo di calcio 2004, quando sputò in faccia al calciatore danese Christian Poulsen. La linea difensiva verteva sul fatto che la prova TV fosse una trappola, realizzata da una telecamera puntata sul giocatore per tutta la partita. Il giocatore fu condannato a tre giornate di squalifica contro le quattro richieste dall'accusa.
Ha difeso il fiorettista italiano Andrea Baldini dall'accusa di doping che nel 2008 ne determinò l'esclusione dalla spedizione italiana ai giochi olimpici di Pechino. La Federazione internazionale ha riconosciuto la "non volontarietà" nell'assunzione del diuretico che ha impedito allo schermidore livornese di essere ai Giochi di Pechino, consentendone dopo 6 mesi il ritorno in pedana, assolvendolo dall'accusa di doping.
Già legale di Riccardo Garrone, nell'estate del 2011 e del 2012 è stata nuovamente legale della Sampdoria: nel primo caso per chiedere il ripescaggio in Serie A e nel secondo per difendere la squadra nel processo sul calcioscommesse.
Dal 10 agosto 2012, dopo la sentenza di primo grado, è stato difensore dell'allenatore della Juventus Antonio Conte e del suo vice Angelo Alessio nel processo riguardante il calcioscommesse a fianco agli avvocati Antonio De Rensis e Luigi Chiappero. In secondo grado a Conte è stata confermata la sanzione a 10 mesi di squalifica con esclusione della responsabilità in relazione alla gara Novara-Siena, mentre il suo vice a 6 mesi. Ha seguito entrambi anche innanzi al Tribunale Nazionale di Arbitrato per lo Sport, ove nell'ottobre dello stesso anno la squalifica del primo è stata ridotta a 4 mesi e del secondo a 2 mesi.
Nel 2016, ha difeso dodici atleti della Federazione Italiana di Atletica Leggera, accusati dall'Ufficio di Procura Antidoping. Tutti gli atleti sono stati assolti.

### Attività politica

#### Deputata alla Camera

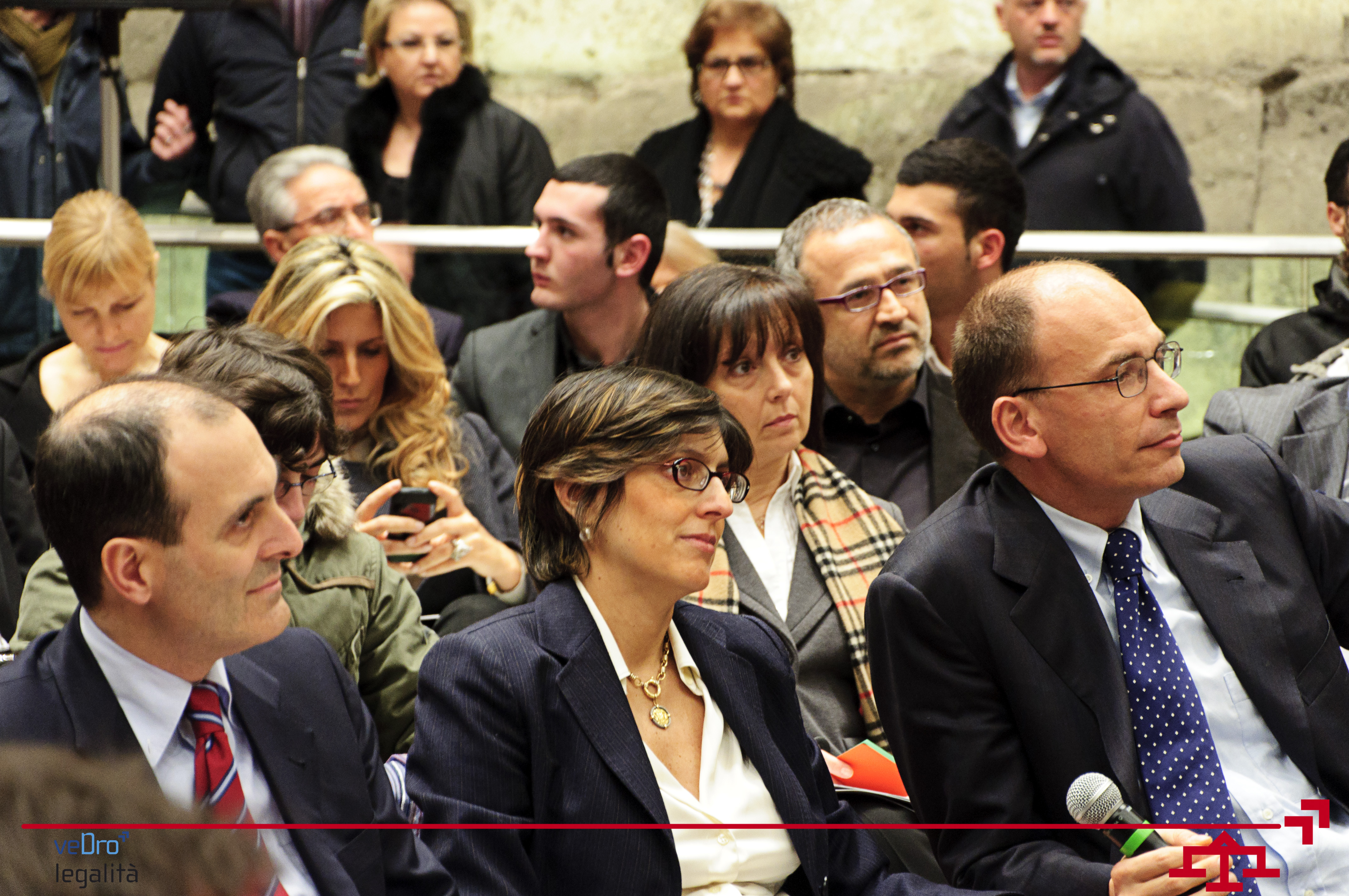
Giulia Bongiorno a veDrò 2011 con Enrico Letta

Alle elezioni politiche del 2006 viene candidata ed eletta alla Camera dei deputati nella circoscrizione Lazio 1 nella lista di Alleanza Nazionale. È stata membro della Commissione Giustizia e del Consiglio di Giurisdizione.
Alle elezioni politiche del 2008 viene riconfermata alla Camera dei Deputati nel medesimo collegio tra le file del Popolo della Libertà. Durante la XVI legislatura italiana è stata eletta Presidente della Commissione Giustizia della Camera dei Deputati, componente del Comitato parlamentare per i procedimenti d’accusa e di membro del Collegio d’Appello (organo giurisdizionale della Camera). Nel 2010 segue Gianfranco Fini e aderisce a Futuro e Libertà per l'Italia. Nel 2011 diviene Portavoce di FLI.

#### Elezioni politiche del 2013
Alle elezioni regionali nel Lazio del 2013 si candida alla carica di Presidente, venendo sostenuta dalla lista Bongiorno Presidente (che federava al proprio interno UDC e FLI). Ottiene il 4,73% dei voti, validi per ottenere due seggi nel Consiglio regionale, ma non la sua elezione.
Contemporaneamente, in occasione delle elezioni politiche del febbraio 2013, è candidata al Senato della Repubblica nella circoscrizione Lazio come esponente di FLI all'interno della lista unica centrista Con Monti per l'Italia (in seconda posizione, preceduta dal capolista Pier Ferdinando Casini), tuttavia non viene eletta poiché la lista nel Lazio non supera la soglia di sbarramento dell'8%.

#### Ritorno in Parlamento e Ministro della Pubblica Amministrazione
Il 18 gennaio 2018 viene annunciata la sua candidatura al senato alle elezioni politiche con la Lega per Salvini Premier come indipendente. È stata capolista della Lega in Piemonte, Lombardia, Liguria, Lazio e Sicilia: eletta in tutte e cinque le circoscrizioni, ottiene il seggio nel Collegio plurinominale Sicilia - 01.
Il 31 maggio 2018 viene indicata come Ministro per la Pubblica Amministrazione nel nascente Governo Conte I, ed entra in carica il 1º giugno. Il 2 giugno si dimette da consigliere indipendente del Cda della Juventus.
Quale ministra ha incentivato politiche tese ad investire nella pubblica amministrazione come volano per l’economia e ha sbloccato il turn over al 100% in tutti i settori della P.A., prevedendo la possibilità di sostituire con nuove assunzioni il personale che cessa dal servizio e un pacchetto di assunzioni straordinarie, finanziate dalla legge di bilancio 2019, per rafforzare la capacità amministrativa di alcuni settori strategici quali la giustizia.
Il 12 giugno 2019 viene approvato in via definitiva dal Parlamento il Ddl "Concretezza", il primo provvedimento sulla P.A. del ministro Bongiorno. Punti cardine del testo sono: il “Nucleo per la concretezza”, un team di professionisti che andrà in loco nelle amministrazioni in difficoltà per accompagnarle in percorsi di miglioramento delle prestazioni alla collettività; la videosorveglianza e la rilevazione delle impronte digitali contro le false attestazioni della presenza in ufficio; la conferma del turnover al 100%; l’individuazione delle professionalità da reclutare in via prioritaria (esperti in digitalizzazione, in gestione dei fondi strutturali, in semplificazione amministrativa e in controllo di gestione); concorsi pubblici più veloci e con procedure più snelle.
Il 17 luglio 2019 viene approvato in via definitiva dal Parlamento il disegno di legge recante “Modifiche al codice penale, al codice di procedura penale e altre disposizioni in materia di tutela delle vittime di violenza domestica e di genere”, promosso dalla ministra Bongiorno insieme al collega Bonafede. Il provvedimento cosiddetto “Codice Rosso” - quando una donna farà una denuncia per violenza sarà ascoltata dai magistrati entro tre giorni, una sorta di corsia preferenziale come il “Codice Rosso” in un Pronto Soccorso - è entrato il vigore il 9 agosto 2019.
Il 5 settembre 2019, con la nomina del Governo Conte II, cessa dal suo incarico ministeriale.
Alle elezioni politiche anticipate del 25 settembre 2022 viene candidata al Senato nel collegio uninominale Lazio - 03 (Roma Municipio V) per il centro-destra, oltreché come capolista nei collegi plurinominali Lazio - 01 e Sicilia - 01, mentre corre in seconda posizione nei collegi Lazio - 02, Lombardia - 02 e Sicilia - 02.
Viene eletta all'uninominale con il 39,70%, pari a 148.000 voti, superando Andrea Catarci del centrosinistra (29,73%) e Giuseppe Cracchiolo del Movimento 5 Stelle (16,38%).

### Altre attività
- È stata docente a contratto di Procedura penale all'Università degli Studi "Suor Orsola Benincasa" di Napoli[43][44][45]
- Nel 2007, insieme a Michelle Hunziker, ha dato vita alla fondazione Doppia Difesa - Onlus, la cui finalità statutaria è focalizzare l’attenzione dell’opinione pubblica sulle discriminazioni, gli abusi, le violenze contro le donne, offrendo sostegno, assistenza e tutela alle vittime di tali fenomeni[46]. Nell’ambito dei propri fini statutari la Fondazione ha negli anni promosso numerose iniziative di sensibilizzazione[47][48][49][50][51][52][53], partecipato a convegni[54][55][56][57][58], ricevuto riconoscimenti[59][60][61][62] e assistito vittime di violenza sia sul piano psicologico che in procedimenti giudiziari, anche di notevole rilievo mediatico[63][64][65][66][67][68]. Nel gennaio 2018 un articolo di stampa ha avanzato dubbi sull'effettività delle azioni portate avanti dalla Fondazione[69][70]; altri articoli hanno invece dato voce ad alcune testimonianze contrarie.[71] La Fondazione ha parlato della necessità di introdurre il reato di stalking fin dal 2007[72][73]; nel febbraio 2009 gli atti persecutori sono diventati reato anche grazie al contributo di Giulia Bongiorno[senza fonte], in veste di Presidente della Commissione Giustizia della Camera dei Deputati[74]. Tra maggio e giugno del 2018, Doppia Difesa ha proposto l'introduzione del "codice rosso", una corsia preferenziale per certe denunce (come maltrattamenti e atti persecutori) con tempi di intervento rapidissimi delle Autorità; da tale iniziativa è scaturito un disegno di legge, approvato dal Consiglio dei Ministri il 28 novembre 2018.
- È curatrice di una rubrica quindicinale sul settimanale a tiratura nazionale Oggi, dal titolo Doppia Difesa - Dalla parte delle donne, che tratta il fenomeno della violenza di genere.
- Il 13 febbraio 2011 ha partecipato alla manifestazione Se non ora, quando? per il rispetto e la dignità delle donne, dopo il caso Ruby[75].
- Dal 26 ottobre 2012 al 2 giugno 2018 fa parte del Consiglio di Amministrazione della Juventus, in qualità di supervisore dell'area legale.[76]
- Dal maggio 2016 al 2 giugno 2018 fa parte del Consiglio di Amministrazione di Cerved Information Solutions S.p.A.[77]
- Dal 2016 al febbraio 2018 è stata Presidente dell'Organismo di Vigilanza dell'Ospedale Israelitico.[78].
- Dal 2013 al marzo 2018 è stata Presidente dell'Organismo di Vigilanza di Terna Plus S.r.l..[senza fonte]
- Dal 2017 al marzo 2018 è stata componente dell'Organismo di Vigilanza di Poste Italiane S.p.A.[79].

## Posizioni politiche
Ha sostenuto il "Sì" a tutti e 4 i referendum del 2005 sulla fecondazione assistita.
Ha fornito un contributo decisivo all’introduzione nell'ordinamento italiano del reato di stalking (art. 612 bis del codice penale).
In occasione del referendum costituzionale del 2016, riguardo alla riforma Renzi-Boschi, si è schierata per il "No".
Ha presentato, congiuntamente all'On. Mara Carfagna, la proposta di legge per l'introduzione dell'aggravante del femminicidio e del delitto di matrimonio mediante coercizione.
Si è dichiarata favorevole a una disciplina sulle unioni civili per le coppie omosessuali e all'istituzione di una legge contro l'omofobia.
Si è espressa per l'ampliamento della legittima difesa nell'ordinamento legislativo italiano ed è sostenitrice dei principi di certezza ed effettività della pena, dichiarandosi inoltre contraria all'abuso della custodia cautelare in carcere.
Per quanto riguarda l'uso e l'autorizzazione delle intercettazioni da parte dei magistrati e dei giornalisti, la Bongiorno ha dichiarato di essere favorevole a far pubblicare solo ciò che è penalmente rilevante.
Per combattere il fenomeno dell'assenteismo nella pubblica amministrazione e i cosiddetti "furbetti del cartellino", a febbraio del 2019 ha proposto la rilevazione delle impronte digitali e dei dati biometrici dei dipendenti al momento dell'ingresso e dell'uscita dalla sede di lavoro, da integrarsi con le videocamere e i tornelli tradizionali.

## Opere
- Nient'altro che la verità. Come il processo Andreotti ha cambiato la mia vita, Rizzoli, 2005, ISBN 88-17-00842-7;
- (con Roberto Garofoli) Casi di penale. Atti e pareri, Roma, Neldiritto.it, 2007 e 2009, ISBN 978-88-95675-62-6;
- (con Michelle Hunziker) Con la scusa dell'amore, Milano, Longanesi, 2013, ISBN 978-88-304-3607-7;
- Le donne corrono da sole. Storie di emancipazione interrotta, Milano, Rizzoli, 2015, ISBN 978-88-17-08191-7.